# خوریک خاردین
خوریک خاردین (انگلیسی: Gorik Gardeyn؛ زادهٔ ۱۷ مارس ۱۹۸۰) دوچرخه‌سوار اهل بلژیک است.